# ماتيتياهو بيليد
ماتيتياهو «ماتي» بيليد (وُلد باسم ماتيتياهو إفلاند في 20 يوليو 1923، وتوفي في 10 مارس 1995) كان شخصية إسرائيلية معروفة، ورجلًا عسكريًا محترفًا في فترات مختلفة من حياته، ووصل إلى رتبة ألوف (لواء) في الجيش الإسرائيلي، وكان عضوًا في هيئة الأركان العامة خلال حرب 1967؛ وهو باحث بارز ترأس قسم اللغة العربية وآدابها في جامعة تل أبيب؛ وكان أيضًا ناشط سلام متطرفًا ومؤيدًا بارزًا للحوار الإسرائيلي مع منظمة التحرير الفلسطينية، ومؤيدًا للانسحاب التام من الأراضي المحتلة التي كان له شخصيًا دور رئيسي في غزوها؛ وكان عضوًا في الكنيست ما أفصح كثيرًا عن آراء مثيرة للجدل اعتُبرت «يسارية متطرفة» من الجانب الإسرائيلي، وعومل رغم ذلك باحترام كبير من قبل السياسيين الكبار.

## سنواته الأولى
وُلد بيليد في عام 1923 في حيفا، التي كانت آنذاك الميناء الرئيسي للانتداب البريطاني على فلسطين، ونشأ في القدس. مثل كثيرين من شباب جيله، انضم إلى إحدى الحركات الشبابية الصهيونية الاشتراكية. في الثامنة عشرة من عمره، التحق بقوات البلماح، وهي منظمة الدفاع شبه المسلحة اليهودية المنشأة حديثًا، عندما جعل تقدم روميل السريع في شمال أفريقيا فلسطين في خطر. بعد هزيمة روميل في عام 1943، انخرط بيليد في أعمال مختلفة ضد استمرار الحكم البريطاني. خدم في فصيلة البلماح في القدس مع إسحق رابين، وبقي على تواصل معه طوال حياته.

## حرب الاستقلال
في عام 1946، بدأ بيليد بدراسة القانون في لندن، ولكن نشوب الحرب الأهلية بعد تقسيم فلسطين أعاده إلى الجيش. مع اندلاع الحرب العربية الإسرائيلية في عام 1948 (النكبة الفلسطينية/ حرب الاستقلال الإسرائيلية) في مايو، كان بيليد واحدًا من ضباط الميليشيات الذين أصبحوا ركيزة لقوات الدفاع الإسرائيلية حديثة العهد، إذ وجبَ على إسرائيل المحدثة أن تجمع هذه الميليشيات لتكوين جيش واحد منظم، في خضم معارك عنيفة على جبهات عدة. على الرغم من أن كثيرين من هؤلاء الضباط في العشرينيات من العمر، فقد عُهد إلى بيليد وزملائه بمناصب حساسة جدًا، وهي مناصب يُعهد بها في معظم الجيوش إلى ضباط أكبر سنًا وأكثر خبرة.
بصفته القائد العسكري لمنطقة القدس عقب هدنة 1949، ساهم بيليد في مشروع واحد لإعادة توطين اللاجئين الفلسطينيين، سُمح من خلاله لمجموعة صغيرة من القرويين بعبور الخط الأخضر من الضفة الغربية التي يسيطر عليها الأردن. كانت العودة إلى الأراضي المحتلة استثناءً في سياسة الحكومة الإسرائيلية التي ترفض صراحة عودة اللاجئين الفلسطينيين. لم يُسمح لهؤلاء اللاجئين بالعودة إلى قريتهم الأصلية –عين نقوفا غرب القدس– بل أُعيد توطينهم في مكان قريب، قرية عين رافا.
برز بيليد مبكرًا، وبدا أنه سيكون ضابط أركان واعدًا، إذ كان ذا اهتمامات فكرية واسعة، وفي أوائل خمسينيات القرن العشرين، أُرسل للدراسة في كلية الأركان والقيادة البريطانية مع رابين وآخرين، ممن شغلوا مناصب عليا في الجيش الإسرائيلي على مدى العقود التالية. خلال إقامته في بريطانيا، التقى بيليد وصادق بعضَ الضباط الأردنيين الذين أُرسلوا إليها أيضًا؛ من هؤلاء الضباط من تولى لاحقًا مناصب عليا في الجيش.

## القائد العسكري لغزة
تولى بيليد منصب القائد العسكري لغزة خلال الاحتلال الإسرائيلي لقطاع غزة الذي تلا أزمة السويس وفاقمها في عام 1956 ودام نصف عام.
احتُلت غزة لمدة قصيرة، لكن تلك الفترة كانت نقطة تحول حاسمة في حياة بيليد، كما روى في عدة مناسبات لاحقة؛ وجد نفسه في هذه الفترة «سيد» مئات الآلاف من الفلسطينيين. أثرت قراراته اليومية بوصفه حاكم القطاع بشكل عميق في حياة الفلسطينيين اليومية، وعلى حياتهم أو موتهم أحيانًا، وكان يوجه الأوامر دون أدنى دراية بلغتهم، وبمعرفة ضئيلة جدًا بثقافتهم وأسلوب عيشهم. بعد هذه التجربة، قرر دراسة اللغة العربية، وبنى فكرة عامة مفادها أن على العرب واليهود الذين يتشاركون دولة صغيرة واحدة أن يعرفوا لغة بعضهم. لم يكن هذا الاستنتاج قائمًا على مفهوم سياسي معين، ولم يبنِ بيليد أفكاره السياسية البديلة التي ميزت أعماله اللاحقة إلا بعد سنوات كثيرة.